# Українське військове кладовище в Каліші
Український військовий цвинтар у місті Каліш — військове кладовище розташований в житловому Szczypiorno в Каліш, заснована в 1914 році, як кладовище військовополонених в прусських зеків російською, англійською та французькою мовами, починаючи з 1917 року на кладовищі табору в табір польських легіонерів, в 1921 році на кладовищі табору в таборі для інтернованих українських вояків ; з 1929 року — військове кладовище; після 1945 р. вона була зруйнована і впала в занепад; частково реконструйований у 1995—2001 роках, знову відкритий у 1999 році.

### Поява Українського Військового Цвинтаря
Цвинтар був започаткований німцями 1914 року. У 1922 році на цвинтарі в Щипйорно було поховано понад 1200 людей. Серед них: близько 197 вояків Армії УНР, 45 англійців, 47 греків, 7 польських легіонерів, 11 колишніх вояків РІА. У 1922–1923 роках на цвинтарі було додатково поховано понад 500 воїнів Армії УНР. Останнє захоронення підштовхнуло українських воїнів у 1923 облаштувати Український Військовий Цвинтар. Так у 1923 році інтерновані вояки не маючи жодних субсидій, зайнялися цвинтарем та могилами своїх товаришів по боротьбі. У 1923 році на цвинтарі було встановлено Меморіал «Полеглим За Україну». Влада ПНР знищувала цілі кладовища чи окремі могили, особливо ті, на яких була національна символіка. Відбудова цвинтаря розпочалась лише 1992 року зусиллями українців Польщі.

### Лист В. Куща
У 1926 році голова Української станиці у Каліші генерал-хорунжий В. Кущ надіслав листа до голови Об'єднання польських легіонерів. У цьому листі Кущ виклав ситуацію довкола українського цвинтаря та просив фінансової допомоги для його відновлення.

### Поховані
Гаврило Базильський (1880—1937) — український військовий діяч, генерал-хорунжий Армії Української Народної Республіки. Могила знищена.
Никонів Наум Архипович (1873—1925) — генерал-хорунжий Армії УНР.
Нечаїв Петро Олександрович (1864- до 1926) — підполковник Армії УНР.
Отмарштейн Юрій Оттович (1890—1922) — полковник Армії УНР

## Цвинтар

Двомовний вказівник
Вказівник до цвинтаря
вул. Українська, на якій знаходиться цвинтар
Український Військовий Цвинтар. Загальний вигляд
Камінь біля брами цвинтаря
Пам'ятник «Полеглим За Україну»
Відновлений хрест на могилі
Понівечений хрест
Повалений хрест на могилі
Так виглядає цвинтар
Хрест посеред поля. Колись на цьому місці були поховання воїнів Армії УНР

| Надгробок | Це незавершена стаття про цвинтар. Ви можете допомогти проєкту, виправивши або дописавши її. |